# Kokad
Kokad è un comune dell'Ungheria di 675 abitanti (dati 2001). È situato nella contea di Hajdú-Bihar.